# Кружевница (картина Вермеера)
«Кружевница» (нидерл. De kantwerkster) — картина, написанная голландским художником Яном Вермеером (1632—1675), которая была завершена между 1669—1670 годами, а в настоящее время находится в парижском музее Лувр.

## Описание
На картине изображена девушка, одетая в жёлтый наряд. В левой руке она держит пару коклюшек и аккуратно втыкает булавку в подушечку, на которой делает кружево. «Кружевница» — самая маленькая и самая необычная картина из всех работ Яна Вермеера (24.5 см x 21 см).
Художник изобразил девушку сидящей напротив белой стены. По всей видимости, Вермеер это сделал, чтобы зритель не мог отвлечься от центральной фигуры девушки на другие предметы, изображённые на заднем плане. Как и с картинами «Астроном» и «Географ», Вермеер тщательно продумал композицию «Кружевницы» перед тем, как он её создал. При создании картины художник, возможно, использовал камеру-обскуру, так как можно увидеть много оптических эффектов, применяемых в фотографии, например: размытый передний план. Вермеер предложил необычный для голландской живописи эпохи барокко способ глубины резкости, достигаемой благодаря визуализации участков холста, находящихся вне фокуса .
В «Кружевнице» художник изобразил разные элементы, которые составляют образ девушки, а также предметы и материалы, с которыми она работает, в абстрактной манере. Кроме того, красные и белые кружева показаны на картине, как будто слитые от шитья на подушечке. Эти «размытые» нитки резко контрастируют с точностью кружева, с которым работает девушка.

## Сравнения

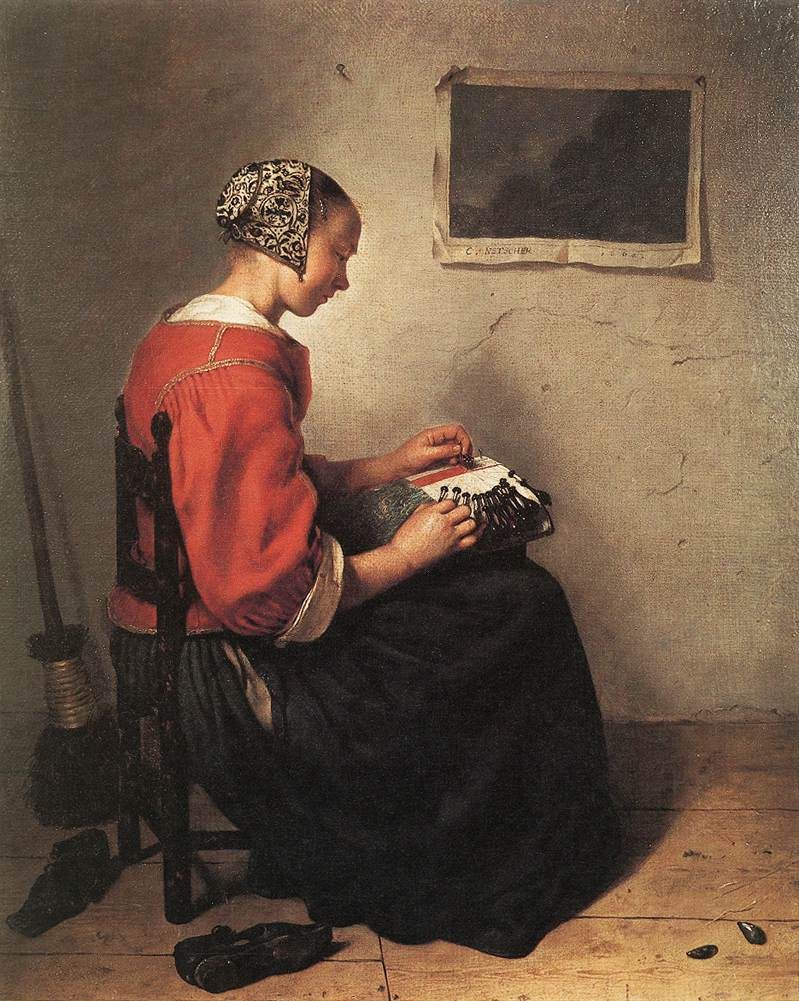
Кружевница (1662) Каспара Нечера.

Картина Вермеера часто сравнивается с одноимённой картиной голландского портретиста Каспара Нечера, хотя картина Яна Вермеера сильно отличается от неё своим настроением. В картине Каспара Нечера обувь девушки и раковины мидий на её коленях имеют сексуальную коннотацию. Кроме того, обувь, изображённая на картине Нечера, возможно, не принадлежит самой девушке, что ещё раз намекает на сексуальный подтекст.
По словам историка искусств Лоренса Гоуинга, «Вермеер достиг вершины зрелости. Нет возможности для расширения, так как не был открыт универсальный стиль. Мы никогда не имеем чувство изобилия, которое дают нам характерные творения того века, в том смысле, что они открыты, готовы работать. Есть только „Кружевница“, и мы не можем её представить себе иначе. Это полное и единственное определение».